# Чэнь Луань
Чэнь Луа́нь (кит. упр. 陈路安, пиньинь Chén Lù'ān; род. 10 января 1988) — китайский кёрлингист.
В составе мужской сборной Китая участник зимних Универсиад 2007 и 2009.

## Достижения
- Тихоокеанско-азиатский чемпионат по кёрлингу: золото (2008, 2010, 2011).
- Зимние Универсиады: бронза (2009).
- Тихоокеанско-Азиатский чемпионат по кёрлингу среди юниоров: золото (2008, 2009).

## Команды
| Сезон   | Четвёртый   | Третий      | Второй      | Первый                            | Запасной                          | Тренер                               | Турниры                        |
| ------- | ----------- | ----------- | ----------- | --------------------------------- | --------------------------------- | ------------------------------------ | ------------------------------ |
| 2006—07 | Цзоу Дэцзя  | Wang Zi     | Чжан Чжипэн | Yang Tuo                          | Чэнь Луань                        | Ли Хунчэнь                           | ЗУ 2007 (5 место)              |
| 2007—08 | Цзан Цзялян | Wang Zi     | Yang Tuo    | Чэнь Луань                        | Цзи Яньсун                        | Ли Хунчэнь                           | ТАЧЮ 2008 · ЧМЮ 2008 (8 место) |
| 2008—09 | Ван Фэнчунь | Лю Жуй      | Сюй Сяомин  | Цзан Цзялян                       | Чэнь Луань                        | Даниэль Рафаэль, Чжан Вэй            | ЗУ 2009                        |
| 2008-09 | Цзан Цзялян | Цзи Яньсун  | Чэнь Луань  | Ли Гуансюй                        | Huang Ji Hui                      | Ли Хунчэнь                           | ТАЧЮ 2009 · ЧМЮ 2009 (8 место) |
| 2008—09 | Ван Фэнчунь | Лю Жуй      | Сюй Сяомин  | Цзан Цзялян                       | Чэнь Луань                        | Даниэль Рафаэль, Чжан Вэй (ТАЧ)      | ТАЧ 2008 · ЧМ 2009 (9 место)   |
| 2010—11 | Цзи Яньсун  | Чэнь Луань  | Ли Гуансюй  | Liang Shuming                     |                                   |                                      |                                |
| 2010—11 | Ван Фэнчунь | Цзан Цзялян | Сюй Сяомин  | Ба Дэсинь                         | Чэнь Луань                        | Чжан Вэй                             | ТАЧ 2010                       |
| 2010—11 | Чэнь Луань  | Ли Гуансюй  | Цзи Яньсун  | Го Вэньли                         | Ба Дэсинь                         | Ли Хунчэнь                           | ЧМ 2011 (9 место)              |
| 2011—12 | Лю Жуй      | Сюй Сяомин  | Ба Дэсинь   | Чэнь Луань (ТАЧ) Цзан Цзялян (ЧМ) | Цзан Цзялян (ТАЧ) Чэнь Луань (ЧМ) | Lorne Hamblin (ТАЧ), Ли Хунчэнь (ЧМ) | ТАЧ 2011 · ЧМ 2012 (6 место)   |
| 2012—13 | Цзоу Дэцзя  | Чэнь Луань  | Цзи Яньсун  | Ли Гуансюй                        |                                   |                                      |                                |

(скипы выделены полужирным шрифтом)